# Ichibyōgoto ni Love for You
"Ichibyōgoto ni Love for You" (一秒ごとに Love for you) là đĩa đơn thứ 29 của Mai Kuraki được phát hành vào ngày 9 tháng 7 năm 2008. Nó được phát hành trong hai phiên bản: một phiên bản CD+DVD có hạn và một phiên bản thường. "Ichibyōgoto ni Love for You" được dùng làm bài hát mở đầu cho anime Thám tử lừng danh Conan từ tập 505-514 phát sóng trên Nihon TV.

## Danh sách Track
Tất cả lời bài hát được viết bởi Mai Kuraki.
| CD  | CD                                                                                | CD         |
| STT | Nhan đề                                                                           | Thời lượng |
| --- | --------------------------------------------------------------------------------- | ---------- |
| 1.  | "Ichibyōgoto ni Love for You (一秒ごとに Love for you Love for You Every Second)" | 4:00       |
| 2.  | "Zutto... (ずっと... Forever...)"                                                 | 4:13       |
| 3.  | "Ichibyōgoto ni Love for You (Instrumental)"                                      | 4:00       |
| 4.  | "Zu tto... (Instrumental)"                                                        | 4:11       |

| phiên bản DVD có hạn | phiên bản DVD có hạn                       | phiên bản DVD có hạn |
| STT                  | Nhan đề                                    | Thời lượng           |
| -------------------- | ------------------------------------------ | -------------------- |
| 1.                   | "Ichibyōgoto ni Love for You (Music Clip)" |                      |

## Bảng xếp hạng

### Bảng xếp hạng doanh thu Oricon
| Phát hành          | Bảng xếp hạng                | Vị trí | Doanh thu tuần đầu | Tổng doanh thu | Chart Run |
| ------------------ | ---------------------------- | ------ | ------------------ | -------------- | --------- |
| 9 tháng 7 năm 2008 | Oricon Daily Singles Chart   | 4      |                    |                |           |
| 9 tháng 7 năm 2008 | Oricon Weekly Singles Chart  | 7      | 21,061             | 29,640         | 7 tuần    |
| 9 tháng 7 năm 2008 | Oricon Monthly Singles Chart | 20     |                    |                |           |
| 9 tháng 7 năm 2008 | Oricon Yearly Singles Chart  | 248    |                    |                |           |

### Billboard Japan Sales Chart
| Phát hành          | Bảng xếp hạng                     | Vị trí |
| ------------------ | --------------------------------- | ------ |
| 9 tháng 7 năm 2008 | Billboard Japan Hot 100           | 18     |
| 9 tháng 7 năm 2008 | Billboard Japan Hot 100 Airplay   |        |
| 9 tháng 7 năm 2008 | Billboard Japan Hot Singles Sales | 8      |